# Oberlausitzer Sechsstädtebund
| Wappen der sechs Städte | Wappen der sechs Städte | Wappen der sechs Städte |
| ----------------------- | ----------------------- | ----------------------- |
| Bautzen                 | Görlitz                 | Zittau                  |
| Lauban                  | Kamenz                  | Löbau                   |

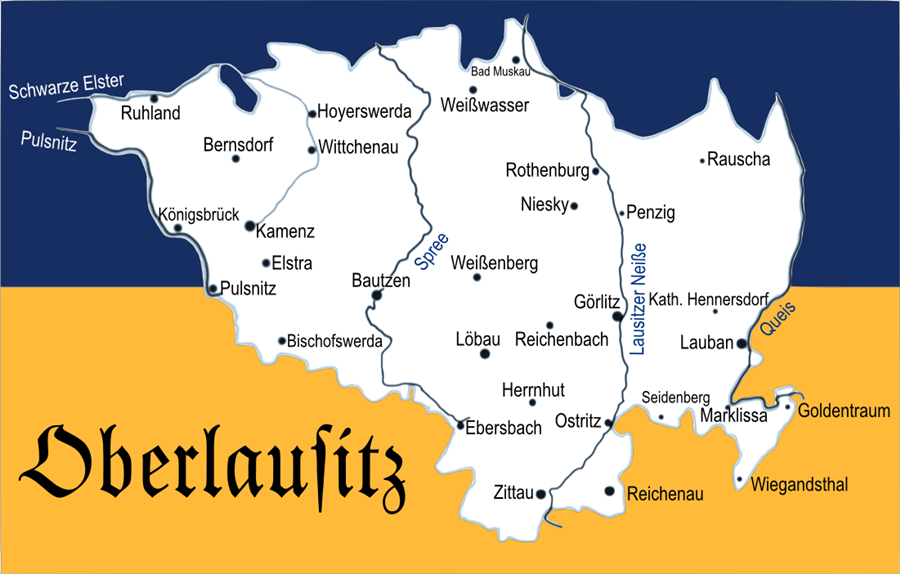
Karte der Oberlausitz, in der der Sechsstädtebund eine wichtige politische Kraft stellte. Trotzdem blieb die ganze Markgrafschaft dem böhmischen König untertan.

Der Oberlausitzer Sechsstädtebund umfasste die Städte Bautzen, Görlitz, Kamenz, Lauban, Löbau und Zittau. Er bestand von 1346 bis 1815.

## Entwicklung
Zum Schutz des Landfriedens in dem später Oberlausitz genannten Gebiet schlossen sich die Städte Bautzen, Görlitz, Kamenz, Lauban, Löbau und Zittau am 21. August 1346 zu einem Achtbündnis zusammen. Wahrscheinlich ging die Gründung von Karl IV. aus, dessen Landvogt in der Urkunde als Anstoßgeber genannt ist. 1350 wurde das Bündnis erneuert. Ein ähnliches Bündnis hatte bereits 1339 König Johann von Böhmen zwischen den oberlausitzischen (ohne Zittau) und schlesischen Städten gestiftet. Dreißig Jahre später tat es ihm sein Sohn Karl IV. nach. Ebenso bemühte sich Herzog Johann von Görlitz um ein oberlausitz-schlesisches Landfriedensbündnis und noch Anfang des 15. Jahrhunderts bestand ein solches. Unter König Wenzel IV. schlossen sich 1398 bzw. 1399 den Sechsstädten zuerst einige Oberlausitzer Herren, dann der gesamte Adel zum Zweck der Landfriedenswahrung an. Dauerhaft bestehen blieb jedoch nur die Verbindung der Sechsstädte. Sie entwickelte sich zu einer die Geschichte der Region über Jahrhunderte stark beeinflussenden Institution.
Die Blütezeit des Städtebundes fiel in die ersten 200 Jahre seines Bestehens. In dieser Zeit gelangten Görlitz und Zittau in den Besitz der landesherrlichen Gerichtsbarkeit in ihren Landvogteien. Löbau gelang es, seine Weichbildgerichtsbarkeit auf den Gütern der zerfallenden Herrschaft Kittlitz durchzusetzen. Ferner wird das noch von Karl IV. geschaffene Oberlausitzer Fehmgericht (ein Landfriedensgericht, nicht zu verwechseln mit den westfälischen Freigerichten) in seiner Anfangszeit als Gericht des Sechsstädtebundes gedeutet. Parallel zur Festigung ständestaatlicher Strukturen intensivierte sich im ausgehenden 14. Jahrhundert auch die Kommunikation unter den im Sechsstädtebund zusammengeschlossenen königlichen Städten der Oberlausitz. In den Jahren 1523 und 1524 wurde die Reformation respektiv in Görlitz und Bautzen wegen des Drucks der Bevölkerung angenommen. Andere Städte folgten, die letzte war Lauban 1540. 1547 schränkte der Landesherr Ferdinand I. im so genannten Oberlausitzer Pönfall die Machtentfaltung der Städte stark ein. Zwar konnten die Städte ihre Position im folgenden Jahrzehnt wieder festigen, ihr Übergewicht in der Landespolitik war aber nicht wiederherstellbar. Infolge des Prager Friedens gelangte 1635 die ganze Oberlausitz unter kursächsische Herrschaft.
Als 1815 infolge der Bestimmungen des Wiener Kongresses mit der Teilung des Königreiches Sachsen auch die Lausitz geteilt wurde und Görlitz und Lauban an Preußen fielen, endete das Bestehen des Sechsstädtebundes nach fast 500 Jahren. Der Sechsstädtebund war damit das am längsten bestehende deutsche Städtebündnis. Die beim Königreich Sachsen verbliebenen Städte gingen den „Vierstädtebund“ ein, der jedoch geringere Bedeutung besaß und 1868 endete.
Am 21. Juni 1991 wurde der Bund zum 770-jährigen Jubiläum der Stadt Löbau neu belebt. Die erste Städtebundsitzung fand im Konventzimmer des Löbauer Rathauses statt. Ihm gehören jetzt genau genommen sieben Städte an, da der ehemalige Görlitzer Stadtteil östlich der Neiße heute die eigenständige polnische Stadt Zgorzelec ist. Politisch bedeutungslos hat dieser Zusammenschluss einen symbolischen Charakter. Der Sechsstädtebund steht heute für gemeinsame Initiativen für eine attraktive Region, auch über Ländergrenzen hinweg, vor allem in den Bereichen Kunst, Kultur, Sport und Tourismus.

## Innere Struktur des Sechsstädtebundes
Innerhalb des Bündnisses bildete sich keine ausgeprägte Hierarchie heraus, auch wenn sich die Bundesstädte vor allem wirtschaftlich stark unterschieden. Eine herausgehobene Stellung nahmen Bautzen als Siegelführer des Bundes und das relativ zentral gelegene Löbau als mit Abstand häufigster Versammlungsort ein. Außerdem Görlitz, wegen seiner wirtschaftlichen und politischen Bedeutung, die sich unter anderem darin zeigte, dass die Stadt im 15. Jahrhundert allein ein Drittel der Bundeskasse aufbrachte, während Zittau und Bautzen ihr Drittel mit Lauban respektive Kamenz teilten. Löbau kam für die Spesen der Versammlungen auf. Auf diesen regelmäßig, oft wöchentlich abgehaltenen Versammlungen ließen sich ferner die abgelegeneren Städte Kamenz und Lauban gelegentlich durch Bautzen und Görlitz vertreten. Als Manifestierung der auf Ansehen und Einfluss aufbauenden Rangfolge der Sechsstädte kann der um 1680 gefertigte Sechsstädtebundpokal angesehen werden. Auf ihm sind die Wappen aller Sechsstädte in zwei übereinander liegenden Reihen wie folgt angeordnet:
- 1. Bautzen – 2. Görlitz – 3. Zittau
- 4. Lauban – 5. Kamenz – 6. Löbau

Neben den Städtetagen, auf denen Angelegenheiten der Landfriedenswahrung, der ständischen Politik und Streitigkeiten der Städte untereinander und mit Dritten verhandelt wurden, bestand unter den Sechsstädten rege Gesandtschafts- und Botenbeziehungen. Schriftverkehr wurde über Botenstafetten ausgetauscht. Durch seine Leistungsfähigkeit erlangte dieses System besonders in Zeiten ausgeprägter Herrschaftsferne eine große Bedeutung für die Ausübung von Landesherrschaft in der Oberlausitz.